# No Sacrifice, No Victory
No Sacrifice, No Victory (engl. für: „Kein Opfer, kein Sieg“) ist das siebte Studioalbum der schwedischen Power-Metal-Band Hammerfall und das erste mit den neuen Bandmitgliedern Pontus Norgren und Fredrik Larsson. Es ist das dritte von Charlie Bauerfeind produzierte Hammerfall-Album; das Coverartwork stammt von Samwise Didier. Es wurde von August bis November 2008 in den PAMA Studios und den Sonic Train Studios aufgenommen. Das Album erreichte in Schweden den Platz 2, in Deutschland den Platz 9, in Österreich Platz 25 und in der Schweiz Platz 20 in den Charts. Mit Any Means Necessary wurde eine Single ausgekoppelt, zu der auch ein Video veröffentlicht wurde.

## Titelliste
1. Any Means Necessary (Oscar Dronjak, Joacim Cans) – 3:38
2. Life Is Now (Oscar Dronjak, Joacim Cans) – 4:45
3. Punish and Enslave (Oscar Dronjak, Joacim Cans) – 3:59
4. Legion (Oscar Dronjak, Joacim Cans) – 5:38
5. Between Two Worlds (Oscar Dronjak) – 5:30
6. Hallowed Be My Name (Oscar Dronjak, Joacim Cans) – 3:58
7. Something for the Ages (Pontus Norgren) – 5:06
8. No Sacrifice, No Victory (Oscar Dronjak, Joacim Cans) – 3:34
9. Bring the Hammer Down (Joacim Cans, Stefan Elmgren) – 3:43
10. One of a Kind (Oscar Dronjak, Joacim Cans, Jesper Strömblad) – 6:17
11. My Sharona (Berton Averre, Doug Fieger) – 3:57

## Songinformationen
- Das Lied Legion handelt von der Dämonischen Erscheinung Legion (dt. Viele), die im Neuen Testament erwähnt wird.
- My Sharona ist eine Coverversion des weltweiten Hits von The Knack.

## Musikstil
Mit dem Besetzungswechsel an der Gitarre und dem E-Bass, hat sich nicht nur die Besetzung Hammerfalls, sondern auch ihr Stil verändert. Auf diesem Album findet man vermehrt klassische Heavy-Metal-Einflüsse, jedoch sind Doublebass und hymnenhafte Refrains (z. B. Legion und Bring the Hammer Down) immer noch anzutreffen.